# Fiat 12 HP

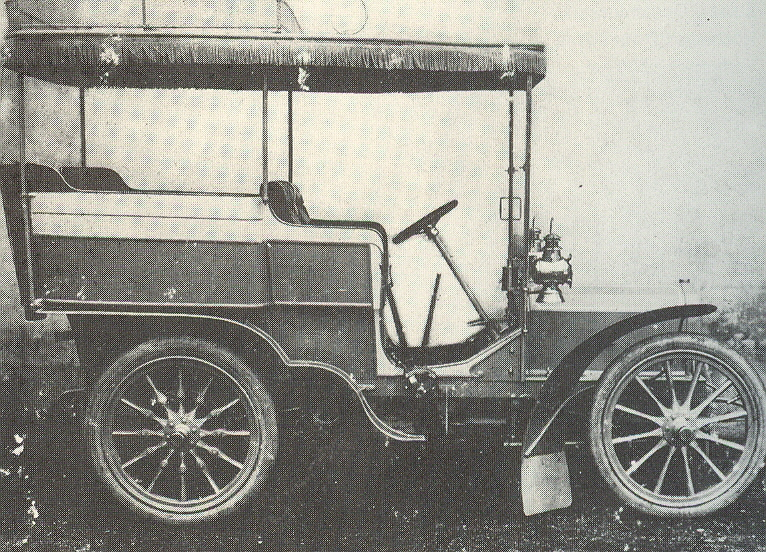
FIAT 12 HP version Taxi

La FIAT 12 HP, également connue sous l'appellation FIAT 12/16 HP, est un véhicule de tourisme présenté par le constructeur automobile italien F.I.A.T. au printemps 1901. Conçue par l'ingénieur Giovanni Enrico, successeur du célèbre Aristide Faccioli qui est à l'origine des trois premiers modèles FIAT, elle inaugure une nouvelle ère chez le constructeur italien. Alors que les modèles précédents FIAT 8 HP et 10 HP étaient dans la catégorie compacte, la 12 HP, construite de 1901 à 1902, faisait partie de la classe moyenne supérieure, aujourd'hui appelée grande routière avec des finitions de luxe.
La "F.I.A.T. 12 HP" (2e série) est la première FIAT et une des premières voitures de cette époque équipée d'un moteur 4 cylindres en ligne développant 16 ch. Il s'agit d'un moteur bi-blocs (it), c'est-à-dire deux moteurs à 2 cylindres accouplés permettant d'atteindre une vitesse de 70 km/h avec une consommation de 20 litres aux 100 km. Elle coûtait 12 000 ₤ires pour le modèle Phaéton standard.
La FIAT 12 HP a été très remarquée dans le monde de l'automobile. Outre le nombre élevé d'exemplaires fabriqués en si peu de temps dans l'usine de Corso Dante, à Turin – 106 exemplaires entre 1901 et 1902 –, elle est tellement recherchée par des amateurs français notamment que le modèle est officiellement vendu en France par une agence d'importation F.I.A.T.. Ce sera le premier modèle d'une longue série de voitures FIAT à être exportés. La FIAT 12 HP, dans sa version Corsa, qui reprend le même moteur que la version de tourisme, va mettre fin à la domination de Panhard dans les courses européennes. Le 24 novembre 1902, Felice Nazzaro remporte la course Villanova-Bologne, longue de 302 km, à son volant.
À la fin de l'année 1901, une version équipée d'un nouveau moteur est aussi proposée, un vrai moteur 4 cylindres en ligne de 7 475 cm3 de cylindrée (115 mm × 180 mm), développant 28 ch à 750 tr/min et autorisant une vitesse maximale de 90 km/h.

## Les versions dérivées
Une version spécifiquement destinée aux taxis, complètement équipée était disponible. Comme de coutume à l'époque, les constructeurs automobiles livraient des versions châssis motorisés destinés à recevoir une carrosserie spéciale selon les exigences du client.

Vu les caractéristiques de grande robustesse de la base mécanique, FIAT a présenté un modèle utilitaire pour les pompiers et un modèle fourgonnette. Ces deux versions ont servi de base à la conception du premier camion FIAT V.I., le 24 HP.

## La FIAT 12 HP Corsa
La FIAT 6 HP de 1900 était déjà disponible en version course, la 6 HP Corsa, avec laquelle le jeune constructeur turinois FIAT a remporté plusieurs courses qui ont fait la réputation de la marque. FIAT a également produit une variante Corsa de 12 HP avec le moteur à essence de 3,8 litres. En modifiant la transmission pour augmenter l'efficacité de la transmission et économiser du poids, et en supprimant les sièges arrières, la vitesse de pointe est passée à 78 km/h. FIAT a ainsi chassé Panhard & Levassor, la marque jusqu'alors dominante, des podiums des courses.